# 罗贡坝
罗贡坝是一个位于塔吉克斯坦国家直辖区境内的亚粘土斜心墙土石坝，设计坝高335米。为目前世界上设计最高的大坝。罗贡坝是瓦赫什河最上游一个梯级大坝。距下游的努列克坝70km。

## 大坝
坝址的岩层由砂岩、粉砂岩和泥板岩组成。地震烈度为9度。峡谷呈S形。枯水期河面宽50～80m, 在坝址处河宽缩窄至20m。多年平均流量640m/s。1000年一遇设计洪峰流量为5750立方米/秒。坝址气温夏季最高达40°C,冬季可达-31°C。
坝址上游500m处，地下水位以下20m深，发现盐岩层，厚20m。为了防止盐岩层的化学管涌及由此而引起的心墙基础的可能变形，大坝上游棱体大部分布置在盐岩层之外。盐岩的下游面进行专门防护，并在基岩上作水泥灌浆和化学固结灌浆。
坝址河床内砂砾石沉积厚10m，基岩风化层厚不超过12m。
坝体上游坡1:2.4,下游坡1:2,斜心墙上游坡1:0.9,下游坡1:0.4。为保护坝基岩层免遭冲蚀，在坝体上游侧地基内采取了综合防冲蚀措施，心墙底用喷混凝土保护，下设灌浆帷幕并进行固结灌浆。筑坝材料是：心墙为天然亚粘土和小于200mm砾石混合料；反滤层为人工破碎的小砾石料；坝壳体为砾石料，坝顶和坝坡加块石压重。
枢纽主要建筑物包括：斜心墙土石坝、右岸泄洪隧洞、电站进水口、地下厂房、利用导流隧洞改建的尾水隧洞和500kV室外变电装置。右岸带有表孔（竖井）和底孔进口的泄水建筑物，在下游共用一条长1068m泄洪隧洞，然后接斜坡泄槽，末端用挑流消能。深孔泄洪隧洞进口底槛高程1145m，最大泄流量1750立方米/秒。竖井泄洪隧洞进口堰顶高程为1283.5m，竖井高145m，直径13m，最大泄量1630立方米/秒。
引水建筑物有3条直径为7.0m的引水隧洞，闸室后分成6条6m直径的支洞，和2条利用导流洞延续的尾隧洞。厂房内安装6台机组，每台机组容量为60万W。水轮机为混流式，转轮直径为6m。电站地下厂房宽22m，高78m，长220m，埋深420m，水头300m。变压器室长200m，宽20m，高40m，装有18台单相动力变压器，其引出线通过专门的电缆隧洞，经地面中间转换站经架空线连接500kV的变电装置。
布置2条平行导流隧洞，进口在左岸，穿过河床，出口在右岸。2条隧洞高程相差10m，第一层隧洞进口底槛高程990m，长1454m，第二层进口底槛高程1000m。第一层隧洞洞身为城门形，上游段尺寸11m×11m，下游段尺寸14m×17m(用作尾水洞)。洞内最大流速56m/s。第一层隧洞过水能力2000立方米/秒，第二层为1730立方米/秒。第二层隧洞结构与第一层基本相同。
设计工程量：明挖土方180万立方米，地下挖方250万立方米，填方6500万立方米，混凝土和钢筋混凝土110万立方米，金属结构和机械设备8万t，隧洞掘进总长45km。

## 水库
水库可灌溉干旱土地面积达30万公顷。

## 历史
在罗贡坝，首次提出在1959年的技术方案。1974年，苏联国家建委批准了由位于塔什干的"勘测设计研究所"（Средазгидропроект）发起的罗贡水电站项目。1976年9月坝址迎来第一批建设者，开始建造导流隧道。1987年12月27日举行了瓦赫什河的截流和大坝的修筑仪式。上游围堰是坝体的一部分，设计高65m。1993年1月上游围堰的高度达到了40米，并打通了21千米的导流隧道，完成了主机室（70%）和变压器室（80%）的主体工程。由于导流洞长期过流排砂，使其中1条隧洞局部衬砌遭到破坏，闸门井磨损并发生约2万立方米岩石塌落，使导流洞堵塞。从而导致另1条洞被迫增大过流量。1993年5月7-8日，连续3天暴雨，发生一次泥石流，总量达110万立方米，使水位上涨13.5m，淹没了交通洞和地下厂房，库水漫过40m高的围堰，冲毁土石方达200万立方米，主机室的部分也被淹没。现在Google Earth上该地完全没有大坝的痕迹。 
2004年，塔吉克斯坦政府与"俄铝"公司签署了水电站的完工协议，由"俄铝"公司出资进行项目的经济技术论证。2007年2月，双方未能就项目的一些原则性问题协商一致，尤其是大坝的高度及其类型。"俄铝"公司提出了建造高285米的混凝土大坝方案，塔吉克斯坦政府希望建设原来的335米土石坝方案。2007年9月塔吉克斯坦正式终止了与"俄铝"公司的协议。
到2010年，塔吉克斯坦开展公众上市筹集14亿美元完成大坝建设。截至2010年4月26日,塔吉克斯坦政府筹集了1.84亿美元,够两年的建设。
按照设计，将大坝升高到125m的临时剖面时，安装并使用两个600千瓦的发电机组，发电水头80～120m，发电功率400MW，年发电50KW·h，以缓解塔吉克斯坦电力紧缺情况。